# Sid Meier
Sidney K. Meier, meglio noto come Sid Meier (Sarnia, 24 febbraio 1954), è un autore di videogiochi canadese, figura di spicco nella storia dei videogiochi. Tra le principali attività, è cofondatore di MicroProse e di Firaxis Games e iniziatore della serie di strategici a turni Civilization.

## Biografia
Nato in Canada, si è laureato in informatica presso l'Università del Michigan negli Stati Uniti d'America. Entrò all'università nel 1971 per studiare matematica, fisica e chimica, ma poi ottenne una borsa lavoro con il docente di fisica che era interessato all'apprendimento con il computer. Meier fu affascinato da questo campo e scelse di prendere la strada dell'informatica, realizzando tra i vari progetti universitari anche un'intelligenza artificiale per il gioco del Tris.
Dopo la laurea lavorò in un'azienda di sistemi di gestione delle casse dei supermercati. Negli anni '80 sviluppava videogiochi amatoriali in casa con un Atari 800. Mostrava i giochi anche ai colleghi di lavoro, che li apprezzavano, tanto che il direttore dovette dirgli di smettere di portare queste distrazioni. Quando Meier e il collega Bill Stealey vennero mandati a una conferenza sul commercio di elettronica, la sera si intrattennero in una sala giochi, dove si sfidarono tra l'altro al simulatore di volo Red Baron (Atari, 1980). Meier batteva i punteggi dell'amico, che era pure un ex pilota militare, e sosteneva di riuscirci perché nella prima partita si era concentrato sull'imparare gli algoritmi del videogioco. Meier riteneva anche di poter sviluppare un simulatore di volo migliore e Stealey, che era un imprenditore esperto, gli propose di collaborare: Meier sviluppando e Stealey occupandosi della parte commerciale. Così nel 1982 Meier propose al collega Hellcat Ace per Atari 8-bit e i due fondarono la MicroProse.
La nuova azienda si concentrò soprattutto sui giochi di simulazione e di strategia e produsse diversi altri simulatori di volo militari, tra cui Spitfire Ace, F-15 Strike Eagle e F-19 Stealth Fighter. Lo strategico Sid Meier's Pirates! del 1987 fu il primo di molti titoli ad avere il nome di Meier in copertina. Secondo Meier l'idea di aggiungere il suo nome fu di Stealey: dato che Meier era già apprezzato per i suoi simulatori di volo, e il pubblico non si aspettava qualcosa di diverso da lui, Stealey pensò che il nome potesse essere di richiamo, nonostante Pirates fosse di tutt'altro genere. Stealey riferisce un'altra storia: a una cena della Software Publishers Association uno degli ospiti, l'attore Robin Williams, avrebbe suggerito di promuovere Meier come la "star" della MicroProse mettendo il suo nome sulle copertine.
Caratteristiche fondamentali di Pirates erano l'esplorazione e la libertà di scelta dei propri obiettivi e di come far evolvere la storia. Secondo Meier, un buon videogioco deve proporre al giocatore una serie di situazioni nelle quali prendere decisioni con conseguenze rilevanti; tali decisioni dovrebbero inoltre portare a sviluppi differenti della trama, che non sia predeterminata ma guidata dal giocatore. Questa filosofia fu applicata in pieno in Civilization del 1991, uno strategico a turni che ebbe enorme impatto. L'obiettivo di Civilization è lo sviluppo di un'intera nazione attraverso tutta la storia della civiltà. Meier dice di aver avuto da SimCity l'idea di focalizzare il gioco sulla creazione di qualcosa, combinandola con gli elementi gestionali del suo precedente strategico ferroviario Sid Meier's Railroad Tycoon, e infine di aver cercato un contesto più grande a cui applicare il tutto.
Nel 1993 Stealey decise di vendere la MicroProse alla Spectrum HoloByte, per poi lasciarla. Nel 1996 anche Meier lasciò la società per fondare Firaxis Games insieme ai colleghi Jeff Briggs e Brian Reynolds. Il suo proposito era dedicarsi allo sviluppo di nuovi giochi senza essere vincolato a metodi e tempi da multinazionale; lo stesso Meier disse scherzosamente della Firaxis "gli internati gestiscono il manicomio". Tra i maggiori titoli della Firaxis ci sono molti dei seguiti di Civilization (dei quali però Meier non ha partecipato allo sviluppo), X-COM, il rifacimento di Sid Meier's Pirates!, Sid Meier's Gettysburg! e Sid Meier's Ace Patrol, con il quale ci fu un ritorno ai simulatori di volo.

## Vita privata
Meier vive a Hunt Valley, nel Maryland, insieme alla seconda moglie Susan; entrambi cantano nel coro della locale Chiesa evangelica luterana, per il quale Meier compone musiche. Ha un figlio dalla prima moglie.

## Riconoscimenti

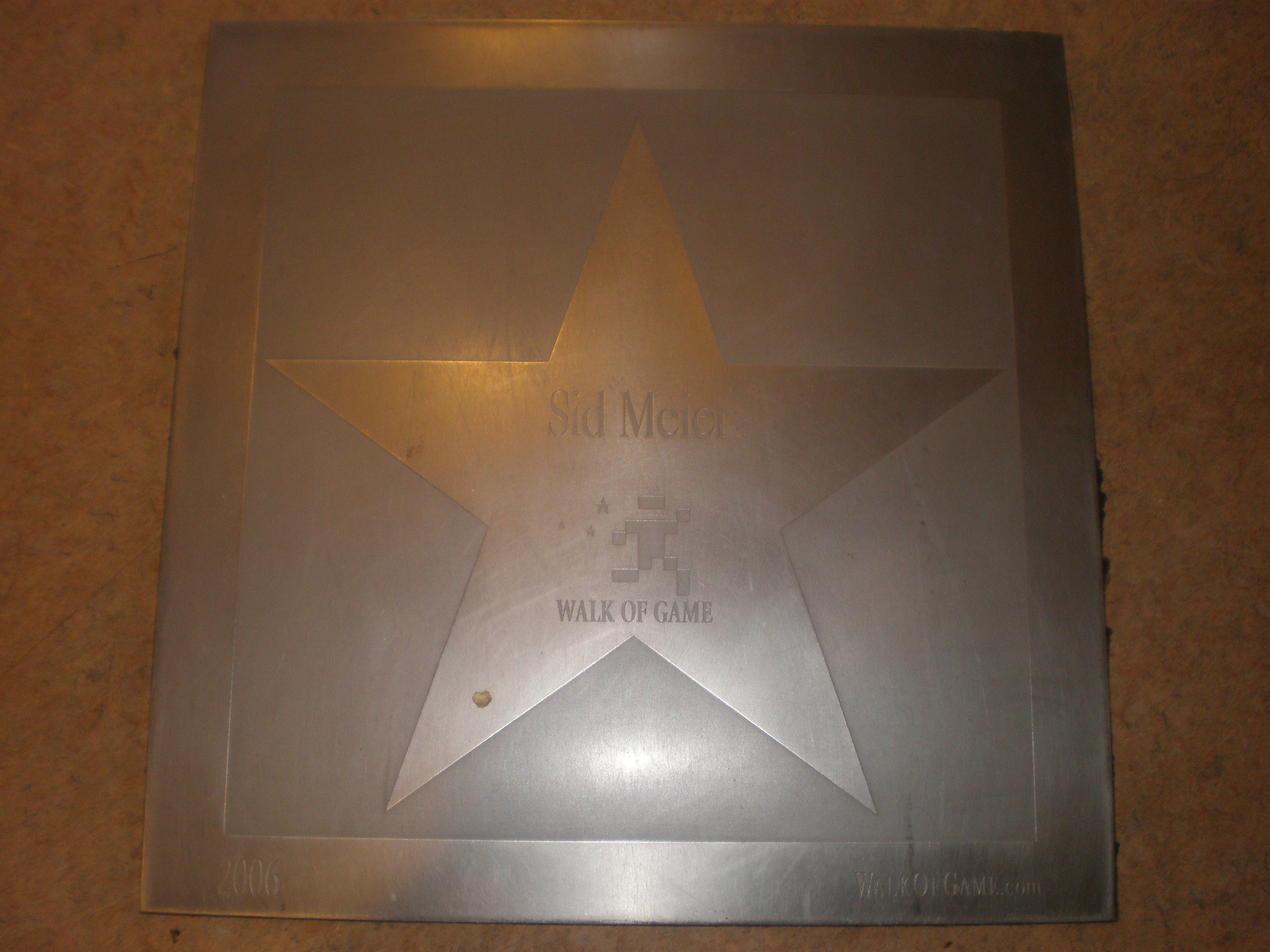
La stella di Meier alla Walk of Game.

Sid Meier ha ricevuto numerosi riconoscimenti personali, senza contare quelli ricevuti dai suoi giochi, tra cui:
- 1996 – Gamespot lo nomina "Persona più influente nella storia dei videogiochi".[5]
- 1997 – Computer Gaming World lo nomina "Persona più influente nella storia dei videogiochi per computer".[5]
- 1999 – entra nella Hall of Fame dell'Academy of Interactive Arts & Sciences, seconda persona mai nominata.[5]
- 2002 – entra nella Hall of Fame del Computer Museum of America.[5]
- 2002 – nomina del governatore per i contributi all'industria dei videogiochi in Maryland.[5]
- 2006 – targa nella Walk of Game.[5]
- 2008 – premio alla carriera alla Game Developers Conference.[5]
- 2008 – entra nel Guinness Book of World Records per il più alto numero di premi per videogiochi mai ricevuto.[5]
- 2009 – secondo nella classifica di IGN dei più grandi autori di videogiochi, dopo Shigeru Miyamoto.[6]
- 2017 – premio alla carriera ai Golden Joystick Awards.[7]

## Videogiochi
Nella sua carriera Sid Meier ha sviluppato, prodotto o diretto con diversi ruoli numerosi videogiochi:
| Titolo                                    | Uscita | Note |
| ----------------------------------------- | ------ | --- |
| Clone di Space Invaders, nome sconosciuto |        | Tecnicamente il primo gioco di Meier pubblicato commercialmente, vendette circa 5 copie su cassette per Atari 8-bit da lui stesso registrate e imbustate, tramite un negozio di computer locale. |
| Formula 1 Racing o Formula 1              | 1982   | Primo videogioco sviluppato da Sid Meier e pubblicato professionalmente, da Acorn Software Products Inc. per Atari 400/800. Si sfidano tre auto controllate dal computer su quattro circuiti, in diurno o in notturno                                                                                             |
| Hellcat Ace                               | 1982   | Primo simulatore di volo. Primo titolo sviluppato per MicroProse, secondo il cofondatore Bill Stealey. |
| Chopper Rescue                            | 1982   | Sparatutto 2D, primo titolo sviluppato per MicroProse, secondo lo stesso Meier. |
| Spitfire Ace                              | 1982   | Sequel di Hellcat Ace. |
| Floyd of the Jungle                       | 1982   | Un gioco d'azione, notevole per essere il primo titolo per Atari 800 a permettere fino a 4 giocatori simultanei collegando 4 joystick |
| Solo Flight                               | 1982   | Simulatore di volo non militare |
| NATO Commander                            | 1983   | Strategico ambientato nella guerra fredda |
| Wingman                                   | 1983   | |
| Air Rescue I                              | 1984   | Remake di Chopper Rescue. |
| Acrojet                                   | 1985   | Accreditato su Commodore 64 per sonoro e "scienza" |
| Kennedy Approach                          | 1985   | |
| F-15 Strike Eagle                         | 1985   | Primo gioco MicroProse prodotto anche in versione arcade. |
| Silent Service                            | 1985   | Primo simulatore di sottomarini di Meier. |
| Crusade in Europe                         | 1985   | Strategico focalizzato sullo sbarco in Normandia |
| Decision in the Desert                    | 1985   | Strategico sul fronte nordafricano della seconda guerra mondiale |
| Conflict in Vietnam                       | 1986   | Strategico sulla Guerra del Vietnam |
| Gunship                                   | 1986   | |
| Sid Meier's Pirates!                      | 1987   | Classico di strategia/avventura dove ci si può comportare come pirata, corsaro o cacciatore di taglie |
| Red Storm Rising                          | 1988   | Simulatore di sottomarino basato sul romanzo di Tom Clancy Uragano rosso. |
| F-19 Stealth Fighter                      | 1988   | |
| F-15 Strike Eagle II                      | 1989   | |
| M1 Tank Platoon                           | 1989   | |
| Sword of the Samurai                      | 1989   | |
| Sid Meier's Covert Action                 | 1990   | Strategico/azione dove si controlla un agente della CIA, uomo o donna |
| Sid Meier's Railroad Tycoon               | 1990   | Gestionale ferroviario. Ottenne un buon successo, creando una serie; tuttavia, Meier non fu coinvolto in nessuna delle produzioni fino al quarto capitolo, Sid Meier's Railroads!, nel 2006. |
| Civilization                              | 1991   | Ideato da Meier, pietra miliare del genere 4X e inizio di una serie. Civilization è la serie di maggior successo ideata da Meier, con (al 2015) oltre 31 milioni di copie vendute. |
| F-117A Nighthawk Stealth Fighter 2.0      | 1991   | Remake di F-19 Stealth Fighter. |
| Sid Meier's Railroad Tycoon Deluxe        | 1993   | Riedizione di Railroad Tycoon con una grafica migliorata, nuovi scenari e nuove ambientazioni. |
| Pirates! Gold                             | 1993   | Riedizione di Pirates! con una grafica migliorata e nuove meccaniche di gioco. |
| Colonization                              | 1994   | Videogioco strategico a turni incentrato sulla colonizzazione del Nuovo Mondo da parte dei paesi europei. |
| C.P.U. Bach                               | 1994   | |
| Civilization II                           | 1996   | Sequel di Civilization. Meier non partecipò allo sviluppo del gioco (Brian Reynolds fu il principale autore), limitandosi alla produzione. |
| Magic: The Gathering                      | 1997   | Basato sul popolare gioco di carte Magic: l'Adunanza. Questo fu l'ultimo titolo a cui Meier lavorò per MicroProse. |
| Sid Meier's Gettysburg!                   | 1997   | Primo videogioco tattico in tempo reale ideato da Meier. Fu il primo titolo a cui lavorò per Firaxis Games. |
| Sid Meier's Antietam!                     | 1998   | Sequel di Gettysburg!. |
| Sid Meier's Alpha Centauri                | 1999   | Sviluppato insieme a Brian Reynolds. |
| Sid Meier's Alien Crossfire               | 1999   | Espansione di Alpha Centauri. Sviluppato insieme a Brian Reynolds. |
| Civilization III                          | 2001   | Secondo sequel di Civilization. Come per il precedente, Meier lasciò lo sviluppo ad altri (Jeff Briggs in questo caso), limitandosi alla produzione. |
| Sid Meier's SimGolf                       | 2002   | Spin-off della popolare serie Sim. |
| Sid Meier's Pirates!                      | 2004   | Remake del titolo omonimo del 1987. Include una grafica del tutto rinnovata e meccaniche di gioco del tutto nuove. |
| Civilization IV                           | 2005   | Terzo sequel di Civilization. Anche in questo caso, Meier non ha sviluppato il gioco (ideato stavolta da Soren Johnson), ma solo prodotto. Inoltre è il primo titolo della serie completamente in 3D. |
| Sid Meier's Railroads!                    | 2006   | Quarto titolo della serie Railroad Tycoon, ideata da Meier stesso nel 1990. Meier fu escluso dal progetto da PopTop Software, che ne gestiva lo sviluppo. Quando Take 2 chiuse PopTop Software e restituì a Firaxis i diritti sui suoi franchise, Meier tornò ad essere il direttore della serie Railroad Tycoon. |
| Civilization Revolution                   | 2008   | Spin-off della serie Civilization, pensato specificatamente per le console di settima generazione. |
| Sid Meier's Pirates! Mobile               | 2008   | Sviluppato e pubblicato da Oasys Mobile, questo titolo è stato sviluppato da uno dei programmatori di Pirates! Gold e prodotto da Meier. |
| Sid Meier's Railroad Tycoon Mobile        | 2008?  | Sviluppato da Blue Heat e pubblicato da Oasys Mobile. Prodotto da Meier. |
| Civilization IV: Colonization             | 2008   | Remake di Colonization del 1994, realizzato utilizzando il motore grafico di Civilization IV. |
| Civilization V                            | 2010   | Quarto sequel di Civilization. Anche in questo caso, Meier non ha sviluppato il gioco (ideato stavolta da Jon Shafer), ma solo prodotto. |
| Civilization World                        | 2011   | Spin-off della serie Civilization, è un MMO Pubblicato su Facebook. Inizialmente chiamato Civilization Network, cambiò nome il 6 gennaio 2012. Il gioco è stato chiuso il 29 maggio 2013. |
| XCOM: Enemy Unknown                       | 2012   | Remake di UFO: Enemy Unknown del 1994. |
| Sid Meier's Ace Patrol                    | 2013   | Pubblicato da 2K Games. È il primo simulatore di volo realizzato da Meier dopo F-117A Nighthawk Stealth Fighter 2.0 del 1991. Ambientato nella prima guerra mondiale |
| Sid Meier's Ace Patrol: Pacific Skies     | 2013   | Sequel di Ace Patrol. |
| XCOM: Enemy Within                        | 2013   | Espansione di XCOM: Enemy Unknown. |
| Civilization Revolution 2                 | 2014   | Sequel di Civilization Revolution. A differenza del precedente, è stato sviluppato esclusivamente per iOS e Android, e infine per PlayStation Vita nel 2015. |
| Civilization: Beyond Earth                | 2014   | Sequel spirituale di Alpha Centauri del 1999. È stato realizzato utilizzando il motore grafico di Civilization V. |
| Sid Meier's Starships                     | 2015   | Strategico con gestione simile a quella di Civilization, ma ambientato nello spazio. |
| Civilization: Beyond Earth - Rising Tide  | 2015   | Espansione di Civilization: Beyond Earth. |
| Civilization VI                           | 2016   | Quinto sequel di Civilization. Anche in questo caso, Meier non ha sviluppato il gioco (ideato stavolta da Ed Beach), ma solo prodotto. |
| XCOM 2                                    | 2016   | Sequel di XCOM: Enemy Unknown. |
| XCOM 2: War of the Chosen                 | 2017   | Espansione di XCOM 2. |
| XCOM: Chimera Squad                       | 2020   | |

## Pubblicazioni
- (EN) Sid Meier e Jennifer Lee Noonan, Sid Meier's memoir! - A life in computer games, New York, W. W. Norton & Company, 2020, ISBN 9781324005872.